# Ватертоунски духови
Ватертоунски духови (енгл. The Watertown Ghosts) је назив за наводне духове који су наводно фотографисани на броду СС Ватертаун, 1925. године.

## Догађај
На броду СС Ватертаун, умрли су морнари познати као Куртенај и Михен. Они никада нису сахрањени, него су њихова тела бачена у море. Због тога су остали морнари веровали како они прогањају брод. Морнари су неколико пута пријављивали како виде чудне појаве на броду (да виђају лица која их подсећају на покојне морнаре). Године 1925. је на броду направљена фотографија на којој се виде 2 чудна облика која јако подсећају на људска лица. Ову фотографију многи људи сматрају довољним доказем који може доказати постојање духова.